# Lucas Neill
Lucas Neill (ur. 9 marca 1978 w Sydney) – piłkarz australijski grający na pozycji obrońcy.

## Kariera klubowa
Ojciec Lucasa, Eddie, pochodzi z Bangor z Irlandii Północnej. Grał w klubie z Belfastu o nazwie Brantowood FC. W latach 70. wyjechał do Australii i tam właśnie urodził się syn Lucas. Lucas jako junior trafił do australijskiej szkoły sportowej Australian Institute of Sport. W 1995 roku Neill wyjechał do Anglii i jako 17-latek trafił do zespołu Millwall. Tam spędził 6 sezonów grając w niższych klasach rozgrywkowych. We wrześniu 2001 po rozegraniu 170 meczów dla londyńskiego klubu trafił do Premier League. Za około milion funtów przeszedł do Blackburn Rovers i już 8 września zadebiutował w Premier League w przegranym 0:1 meczu z Sunderlandem. Natomiast pierwszą bramkę zdobył 19 września 2001 w zremisowanym 1:1 meczu z Boltonem Wanderers. W Blackburn spędził rundę jesienną sezonu 2006/2007, a w styczniu 2007 za około 2,3 miliona euro przeniósł się do West Ham United. Dwa lata później, po rozegraniu niemal 80 ligowych występów Neill opuścił klub. We wrześniu podpisał kontrakt z Evertonem. W styczniu 2010 roku trafił do Galatasaray SK.
23 sierpnia 2011 Neill przeniósł się do Al-Jazira Club. Następnie grał w zespołach Al-Wasl Dubaj, Sydney, Omiya Ardija, Watford oraz Doncaster Rovers. W 2014 roku zakończył karierę.

## Kariera reprezentacyjna
W reprezentacji Australii Neill zadebiutował 9 października 1996 roku w zremisowanym 0:0 meczu z reprezentacją Arabii Saudyjskiej. Brał udział w Igrzyskach Olimpijskich w 2000. Zagrał w obu barażowych meczach z reprezentacją Urugwaju i pomógł reprezentacji Australii w awansie do finałów Mistrzostw Świata w Niemczech wykorzystując jeden z rzutów karnych, po których Socceroos awansowali do finałów. W 2006 roku został powołany przez Guusa Hiddinka do 23-osobowej kadry na finały MŚ. Jako kapitan Australijczyków rozegrał w mistrzostwach wszystkie 4 mecze w pełnym wymiarze czasowym, a Australia zakończyła turniej na 1/8 finału.

## Kariera
| Sezon                    | Klub                     | Kraj                         | Rozgrywki                    | Mecze | Bramki |
| ------------------------ | ------------------------ | ---------------------------- | ---------------------------- | ----- | ------ |
| 1995/96                  | Millwall                 | Anglia                       | Division One                 | 13    | 0      |
| 1996/97                  | Millwall                 | Anglia                       | Division Two                 | 39    | 3      |
| 1997/98                  | Millwall FC              | Anglia                       | Division Two                 | 6     | 0      |
| 1998/99                  | Millwall                 | Anglia                       | Division Two                 | 35    | 6      |
| 1999/00                  | Millwall                 | Anglia                       | Division Two                 | 31    | 1      |
| 2000/01                  | Millwall                 | Anglia                       | Division Two                 | 24    | 2      |
| 2001/02                  | Millwall                 | Anglia                       | Division Two                 | 4     | 0      |
| 2001/02                  | Blackburn Rovers         | Anglia                       | Premier League               | 31    | 1      |
| 2002/03                  | Blackburn Rovers         | Anglia                       | Premier League               | 34    | 0      |
| 2003/04                  | Blackburn Rovers         | Anglia                       | Premier League               | 32    | 2      |
| 2004/05                  | Blackburn Rovers         | Anglia                       | Premier League               | 36    | 1      |
| 2005/06                  | Blackburn Rovers         | Anglia                       | Premier League               | 35    | 1      |
| 2006/07                  | Blackburn Rovers         | Anglia                       | Premier League               | 20    | 0      |
| 2006/07                  | West Ham United          | Anglia                       | Premier League               | 11    | 0      |
| 2007/08                  | West Ham United          | Anglia                       | Premier League               | 34    | 0      |
| 2008/09                  | West Ham United          | Anglia                       | Premier League               | 34    | 0      |
| 2009/10                  | Everton                  | Anglia                       | Premier League               | 12    | 0      |
| 2009/10                  | Galatasaray SK           | Turcja                       | Süper Lig                    | 14    | 1      |
| 2010/11                  | Galatasaray SK           | Turcja                       | Süper Lig                    | 23    | 0      |
| 2011/12                  | Al-Jazira Club           | Zjednoczone Emiraty Arabskie | UAE Football League          | 19    | 3      |
| 2012/13                  | Al-Wasl Dubaj            | Zjednoczone Emiraty Arabskie | UAE Football League          | 11    | 0      |
| 2012/13                  | Sydney                   | Australia                    | A-League                     | 3     | 0      |
| 2013                     | Omiya Ardija             | Japonia                      | J1 League                    | 9     | 0      |
| 2013/14                  | Watford                  | Anglia                       | Football League Championship | 1     | 0      |
| 2013/14                  | Doncaster Rovers         | Anglia                       | Football League Championship | 4     | 0      |
| Łącznie w Premier League | Łącznie w Premier League | Łącznie w Premier League     | Łącznie w Premier League     | 279   | 5      |